# НХЛ у сезоні 1937—1938
НХЛ у сезоні 1937/1938 — 21-й регулярний чемпіонат НХЛ. Сезон стартував 4 листопада 1937. Закінчився фінальним матчем Кубка Стенлі 12 квітня 1938 між Чикаго Блек Гокс та Торонто Мейпл-Ліфс перемогою «Блекгокс» 4:1 в матчі та 3:1 в серії. Це друга перемога в Кубку Стенлі Чикаго.

## Підсумкові турнірні таблиці

### Канадський дивізіон
| Команда            | І  | В  | П  | Н  | Очки | ШЗ  | ШП  |
| ------------------ | -- | -- | -- | -- | ---- | --- | --- |
| Торонто Мейпл-Ліфс | 48 | 24 | 15 | 9  | 57   | 151 | 127 |
| Нью-Йорк Амеріканс | 48 | 19 | 18 | 11 | 49   | 110 | 111 |
| Монреаль Канадієнс | 48 | 18 | 17 | 13 | 49   | 123 | 128 |
| Монреаль Марунс    | 48 | 12 | 30 | 6  | 30   | 101 | 149 |

### Американський дивізіон
| Команда            | І  | В  | П  | Н  | Очки | ШЗ  | ШП  |
| ------------------ | -- | -- | -- | -- | ---- | --- | --- |
| Бостон Брюїнс      | 48 | 30 | 11 | 7  | 67   | 142 | 89  |
| Нью-Йорк Рейнджерс | 48 | 27 | 15 | 6  | 60   | 149 | 96  |
| Чикаго Блек Гокс   | 48 | 14 | 25 | 9  | 37   | 97  | 139 |
| Детройт Ред-Вінгс  | 48 | 12 | 25 | 11 | 35   | 99  | 133 |

## Найкращі бомбардири
| Гравець       | Команда            | І  | Г  | П  | О  |
| ------------- | ------------------ | -- | -- | -- | -- |
| Горді Дріллон | Торонто Мейпл-Ліфс | 48 | 26 | 26 | 52 |
| Сіл Еппс      | Торонто Мейпл-Ліфс | 47 | 21 | 29 | 50 |
| Пол Томпсон   | Чикаго Блек Гокс   | 48 | 22 | 22 | 44 |
| Жорж Манта    | Монреаль Канадієнс | 47 | 23 | 19 | 42 |
| Сесіл Діллон  | Нью-Йорк Рейнджерс | 48 | 21 | 18 | 39 |
| Білл Коулі    | Бостон Брюїнс      | 48 | 17 | 22 | 39 |
| Свіні Шрінер  | Нью-Йорк Амеріканс | 48 | 21 | 17 | 38 |
| Білл Томс     | Торонто Мейпл-Ліфс | 48 | 14 | 24 | 38 |

## Плей-оф

### Попередній раунд
| - 22 березня. Н-Й Амеріканс - Н-Й Рейнджерс 2:1 2OT - 24 березня. Н-Й Рейнджерс - Н-Й Амеріканс 4:3 - 27 березня. Н-Й Амеріканс - Н-Й Рейнджерс 3:2 4OT Серія: Н-Й Амеріканс - Н-Й Рейнджерс 2-1 | - 22 березня. Чикаго - Монреаль 4:6 - 24 березня. Монреаль - Чикаго 0:4 - 26 березня. Чикаго - Монреаль 3:2 ОТ Серія: Чикаго - Монреаль 2-1 |

### Півфінали
| - 24 березня. Бостон - Торонто 0:1 2ОТ - 26 березня. Бостон - Торонто 1:2 - 29 березня. Торонто - Бостон 3:2 ОТ Серія: Торонто - Бостон 3-0 | - 29 березня. Чикаго - Н-Й Амеріканс 1:3 - 31 березня. Н-Й Амеріканс - Чикаго 0:1 ОТ - 3 квітня. Чикаго - Н-Й Амеріканс 3:2 Серія: Чикаго - Н-Й Амеріканс 2-1 |

### Фінал
- 5 квітня. Чикаго - Торонто 3:1
- 7 квітня. Чикаго - Торонто 3:5
- 10 квітня. Торонто - Чикаго 1:2
- 12 квітня. Торонто - Чикаго 1:4

Серія: Чикаго - Торонто 3-1
Найкращі бомбардири плей-оф
| Гравець          | Клуб    | І  | Г | П | О |
| ---------------- | ------- | -- | - | - | - |
| Горді Дріллон    | Торонто | 7  | 1 | 1 | 8 |
| Джонні Готтселіг | Чикаго  | 10 | 5 | 3 | 8 |

## Призи та нагороди сезону
| Нагороди                 | Гравець         | Команда            |
| ------------------------ | --------------- | ------------------ |
| Пам'ятний трофей Колдера | Каллі Дальстром | Чикаго Блек Гокс   |
| Пам'ятний трофей Гарта   | Едді Шор        | Бостон Брюїнс      |
| Приз Леді Бінг           | Горді Дріллон   | Торонто Мейпл-Ліфс |
| Трофей Везини            | Тайні Томпсон   | Бостон Брюїнс      |

| Нагорода               | Клуб               |
| ---------------------- | ------------------ |
| Приз принца Уельського | Бостон Брюїнс      |
| Приз О'Брайна          | Торонто Мейпл-Ліфс |
| Кубок Стенлі           | Чикаго Блек Гокс   |

## Команда всіх зірок
| Перша команда                                                      | Позиція              | Друга команда                        |
| ------------------------------------------------------------------ | -------------------- | ------------------------------------ |
| Тайні Томпсон, Бостон Брюїнс                                       | Воротар              | Дейв Керр, Нью-Йорк Рейнджерс        |
| Едді Шор, Бостон Брюїнс                                            | Захисник             | Арт Култер, Нью-Йорк Рейнджерс       |
| Бейб Сіберт, Монреаль Канадієнс                                    | Захисник             | Ерл Зайберт, Чикаго Блек Гокс        |
| Білл Коулі, Бостон Брюїнс                                          | Центральний нападник | Сіл Еппс, Торонто Мейпл-Ліфс         |
| Сесіл Діллон, Нью-Йорк Рейнджерс Горді Дріллон, Торонто Мейпл-Ліфс | Правий нападник      |                                      |
| Пол Томпсон, Чикаго Блек Гокс                                      | Лівий нападник       | Тоу Гектор Блейк, Монреаль Канадієнс |
| Лестер Патрик, Нью-Йорк Рейнджерс                                  | Тренер               | Арт Росс, Бостон Брюїнс              |

## Дебютанти сезону
Список гравців, що дебютували цього сезону в НХЛ.
- Ред Гемілл, Бостон Брюїнс
- Мел Гілл, Бостон Брюїнс
- Джек Кроуфорд, Бостон Брюїнс
- Каллі Дальстром, Чикаго Блек Гокс
- Вілберт Гіллер, Нью-Йорк Рейнджерс

## Завершили кар'єру
Список гравців, що завершили виступати в НХЛ.
- Карл Восс, Чикаго Блек Гокс
- Джо Лемб, Детройт Ред-Вінгс
- Альфред Лепін, Монреаль Канадієнс
- Орель Жоля, Монреаль Канадієнс
- Марті Бурк, Монреаль Канадієнс
- Аллан Шілдс, Монреаль Марунс
- Геп Дей, Нью-Йорк Амеріканс
- Геп Еммс, Нью-Йорк Амеріканс
- Чинг Джонсон, Нью-Йорк Амеріканс